# Lyndon Trott
Lyndon Trott (ur. 1965) – brytyjski polityk, szef ministrów Guernsey od 1 maja 2008 do 1 maja 2012. 

## Życiorys
Lyndon Trott urodził się i dorastał na wyspie Guernsey w parafii St.Sampson. Kształcił się w Elisabeth College, po czym studiował księgowość. Po studiach pracował w sektorze bankowym. Przez trzy lata prowadził firmę rybacką. Następnie przez 9 lat pracował jako kontroler finansowy miejscowych firm architektonicznych i geodezyjnych. 
Po zaangażowaniu się w życie polityczne Guernsey, Trott pełnił funkcję ministra skarbu w rządzie Mike'a Torode. W wyniku wyborów w kwietniu 2008 dostał się do Stanów Guernsey (States of Guernsey), parlamentu wyspy. 1 maja 2008 w szóstym głosowaniu został wybrany przez parlament szefem rządu wyspy.